# Eupion
Eupion ist eine Substanz, die von Karl von Reichenbach (1788–1869) in Holzteer entdeckt wurde und die sich bei der zersetzenden Destillation zahlreicher weiterer Substanzen wie Kohle, Holz, Kautschuk, Knochen und natürlichem Öl gewinnen ließe.
Eupion wurde als „Flüssigkeit mit dem niedrigsten spezifischen Gewicht“ beschrieben und den Kohlenwasserstoffen aus der Reihe der Paraffine zugeordnet. Möglicherweise solle es sich um ein Pentan, C5H12 gehandelt haben. Es sei eine farblose, geruchslose, ölige und entzündliche Flüssigkeit; mit einem Schmelzpunkt von −15,5 °C (4 °F) und einem Siedepunkt von 170,6 °C (339 °F). Sie habe bei 20 °C ein spezifisches Gewicht von 0,65 und sei löslich in reinem Alkohol: 100 Teile Eupion in 33 Teilen Alkohol (63 °F).
Nach heutigem Wissen kann kein Reinstoff diesen historischen Daten zugeordnet werden.